# Новое Залесье
Новое Залесье (укр. Нове Залісся) — село, входит в Бучанский район Киевской области Украины.
Население по переписи 2001 года составляло 1522 человека. Почтовый индекс — 07811. Телефонный код — 8-04577. Занимает площадь 20 км². Код КОАТУУ — 3221082201.

## История
В 1989 году Указом ПВС УССР населённому пункту колхоза «Дружба» присвоено название — село Новое Залесье, поскольку в селе проживали эвакуированные жители села Залесье, попавшего в зону заражения после аварии на Чернобыльской АЭС.

## Местный совет
07811, Киевская обл., Бучанский р-н, с. Новое Залесье, ул. Крымская, 2

## Интересные факты
В селе Залесье родился Анатолий Иванович Навальный, отец известного политика Алексея Навального.
.